# Calephelis tapuyo
Calephelis tapuyo är en fjärilsart som beskrevs av Mcalpine 1971. Calephelis tapuyo ingår i släktet Calephelis och familjen Riodinidae. Inga underarter finns listade i Catalogue of Life.